# Гашем Хасан Даджані
Гашем Хасан Даджані (англ. Hashem Hasan Dajani) — палестинський дипломат. Надзвичайний і Повноважний Посол Палестини в Україні (з 2020).

## Життєпис
Народився у Єрусалимі, походить із старовинного роду Даджані  [Архівовано 21 червня 2021 у Wayback Machine.] Видатна родина Даджані глибоко вкорінена в історії Палестини, особливо в Святому місті Єрусалимі. Османський султан Сулейман Пишний доручив  родині Даджані бути хранителями мавзолею пророка Давида на горі пророка Давида.  [Архівовано 21 червня 2021 у Wayback Machine.]
Закінчив Київський Національний університет імені Т. Шевченка.
З грудня 2007 по вересень 2015 рр. — Надзвичайний і Повноважний Посол Палестини в Зімбабве.
З вересня 2015 по грудень 2019 рр. — Надзвичайний і Повноважний Посол Палестини в Південноафриканській Республіці.
З 2020 — Надзвичайний та Повноважний Посол Палестини в Києві.
20 лютого 2020 року вручив копії вірчих грамот заступнику міністра закордонних справ України Василю Боднарю.
29 травня 2020 року вручив вірчі грамоти Президенту України Володимиру Зеленському.

## Інші деталі
- Закінчив Третій міжнародний курс дипломатичного навчання старших курсів у Центрі освіти та навчання Департаменту закордонних справ Республіки Індонезія, що тривав з 30 березня по 24 квітня 2009 року.
- Пройшов курс міжнародного міграційного права, представлений Міжнародною організацією з міграції, з 7 по 8 квітня 2009 року в Джакарті, Республіка Індонезія.
- Отримав свідоцтво доктора філософії від Міжконфесійної церковної ради, Ради церков Південної Африки та Консорціуму коледжу Божественності 24 листопада 2018 року.
- Отримав Почесну грамоту миру від Міжконфесійної Церковної Ради Південної Африки та консорціуму коледжу Божественності 24 листопада 2018 року.
- Посол за мир від Всесвітньої федерації миру.
- Нагороджений Подячною грамотою Інституту дипломатії Зімбабве 14 вересня 2015 року.
- Нагороджений дипломатом року 2012 року з Близького Сходу
- Нагороджений дипломатом року з Близького Сходу та всіх арабських націй в Африці – другий.
- Нагороджений дипломатом року 2015 – 2 * другий.
- Нагороджений дипломатом року з Близького Сходу 2015 року
- Брав участь у кількох міжнародних конгресах, зустрічах та семінарах з питань, пов’язаних з Палестиною
- Колишній активіст та лідер палестинського студентського руху та молодіжного руху
- Засновник кількох товариств, особливо пов’язаних з палестинцями